# Роберто Савиано
Робèрто Савиàно (на италиански: Roberto Saviano) е италиански журналист, сценарист и писател на произведения в жанровете „трилър“, „публицистика“ и „документалистика“.
В своите писания, статии и в дебютния си роман „Гомор“, публикуван през 2006 г., който му носи слава, той използва литературата и репортажа, за да разкаже за икономическата, местната и корпоративната реалност на Камората и организираната престъпност в Италия.
След първите смъртни заплахи през 2006 г. от картелите на Камората, и по-точно от клана Казалези (една от най-силните престъпни организации), чиито действия Савиано осъжда в книгите си и на площада на Казал ди Принчипе по време на демонстрация за законност, от 13 октомври 2006 г. той живее под охрана. Позициите му провокират подаването на жалби до институциите и от други италиански писатели и културни дейци.

## Биография и творчество
Роберто Савиано е роден на 22 септември 1979 г. в Неапол, Италия. Баща му Луиджи Савиано е лекар от Фратамаджоре (Метрополен град Неапол). Майка му Мария Розария Гиара, израснала в Казерта, е с лигурски родители– сефарадски евреи и е преподавателка по науки в Неаполитанския университет „Федерико II“.
Савиано учи в Държавната научна гимназия „Армандо Диас“ в Казерта. През 1997 г. (на 17-годишна възраст), според Италианската марксистко-ленинска партия, той започва да си сътрудничи с тях, публикувайки в седмичника „Болшевик“ под псевдонима „Роберто Ерколино“; през 2001 г. обаче той къса всякакви отношения с партията. Завършва философия в Неаполитанския университет „Федерико II“, където е студент на историка Франческо Барбагало.
Започва кариерата си в журналистиката през 2002 г., като пише за множество списания и ежедневници, включително „Пълп“, „Диарио“, „Суд“, „Манифесто“, уебсайта Национе Индиана и за Отдела за наблюдение на Камората (неаполитанската мафия) на ежедневника „Кориере дел Медзоджорно“. Две години по-късно, през 2004 г., се мести в Неапол, за да може да наблюдава по-отблизо криминалните прояви в града. Статиите му стимулират съдебните власти в началото на 2005 г. да го изслушат по отношение на организираната престъпност.
През март 2006 г. е издаден романът му „Гомор: лице в лице с Камората“, вдъхновен от реални събития. Заради творбата си Савиано получава смъртни заплахи, отправени от клана Казалези от Камората – клан, който той осъжда в своето изобличение и на площада в Казал ди Принчипе по време на демонстрация в защита на законността. От 13 октомври 2006 г. живее под полицейска закрила. На 20 октомври 2008 г. шестима носители на Нобелова награда (Орхан Памук, Дарио Фо, Рита Леви-Монталчини, Дезмънд Туту, Гюнтер Грас и Михаил Горбачов) публикуват статия, в която казват, че застават на страната на Савиано срещу Камората. „Гомор“ е издаден в над 4 млн. екземпляра в над 40 страни по света, включително и в България. Савиано е автор заедно с Марио Джеларди на едноименната пиеса. През 2008 г. по негов сценарий романът е екранизиран във филма „Гомор“, а в периода 2014 – 2016 г. в едноименния телевизионен сериал. За сценария на филма Савиано получава наградата „Давид на Донатело“ за най-добър сценарий.
На 10 декември 2009 г. в присъствието на Дарио Фо писателят е обявен за почетен член на Академията за изящни изкуства „Брера“ в Милано и получава почетна диплома по художествена комуникация и дидактика – най-високото признание от университета, равняващо се на магистърска степен. Савиано посвещава наградата на заселилите се в Милано жители на Южна Италия.
На 22 януари 2011 г. Университетът на Генуа му присъжда почетна степен по право „за важния принос в борбата срещу престъпността и в защитата на законността в страната“. Савиано посвещава признанието на магистратите от прокуратурата в Милано, които разследват Рубигейт, в който Силвио Берлускони е обвинен в склоняване на малолетни към проституция. Оттук и полемиката с неговата дъщеря Марина Берлускони, президентка на изд. „Мондадори“.
През 2011 г. писателят е поканен да изнесе лекция в Нюйоркския университет, оставайки да живее един семестър в Съединените щати. По-късно се мести да живее редовно за известно време в Манхатън.
След като заменя Роберто Сантакиара с Андрю Уайли като литературен агент, на 27 август 2013 г., в периодичното издание „Роберто Савиано“ от Роберто Савиано и изд. „Фелтринели“ той публикува монография, посветена на журналиста Енцо Балдони, в която заявява, наред с други неща, че е атеист.
През 2013 г. е издадена книгата му „Нула Нула Нула“ (сленг за кокаин), която е изследване на финансовите сделки около кокаина, обхващащо движението му през континентите и ролята на наркопарите в международните финанси. В периода 2019 – 2020 г. книгата е екранизирана в едноименния телевизионен сериал с участието на Андрея Райзбъро.
През 2014 г. Савиано е поканен за един семестър като дългосрочен гостуващ сътрудник в Принстънския университет, за да преподава курс за връзката на мафията с политиката и бизнеса, озаглавен „Икономическа политика и организирана престъпност“. В програмата са разглеждани престъпните организации и тяхната политическа и социална роля, връзката между мафията и журналистиката, с техниката на разследващата журналистика, културата и мафиотските символи, като ритуалите на „Ндрангета“, трафикът на кокаин и историите на писателите, осъдени на смърт от наркокартелите по света.
През 2015 г. си сътрудничи с неаполитанския драматург Мимо Борели в спектакъла „Sanghenapule – Изключителният живот на Св. Януарий“, включен в сезон 2015/2016 на Малкия милански театър.
От 2015 г. писателят присъства в мрежата със собствен редакторски проект, наречен RSO - Roberto Saviano Online.
През 2016 г. е издаден романът му „Пираните от Неапол“ от поредицата „Парадът на децата“. В Неапол новите банди са групи от тийнейджъри, които въоръжени тероризират местните жители, маркирайки териториите на своите мафиотски босове. В историята един от лидерите на такава банда, Николас „Махараджата“, има амбициите да стигне далеч отвъд изпълнението на заповедите, но насилието скоро излиза извън контрола му. През 2019 г. романът е екранизиран в едноименния филм с участието на Франческо ди Наполи и Паскуале Марота. Сценарият за филма получава наградата „Сребърна мечка“ на Берлинския международен кинофестивал.
През септември 2016 г. е удостоен с наградата „M100 Сансуси Колоквиум“ от германската канцлерка Ангела Меркел, която се дава на журналисти и писатели, които се отличават със своята смелост.
На 8 януари 2021 г. е официално обявено, че на следващия 15 януари Савиано ще започне да си сътрудничи с вестник „Кориере дела Сера“ с коментари, разследвания, видеоклипове и подкасти, като по този начин прекъсва връзката с вестник „Република“ след няколко години сътрудничество.
На 24 юни 2022 г. писателят–атеист е поканен във Ватикана; той декларира, че се чувства „добре дошъл“.
Мисълта на Савиано е повлияна главно от южните интелектуалци Джустино Фортунато и Гаетано Салвемини, от анархистите Ерико Малатеста и Михаил Бакунин и от поета Роко Скотеларо. Той също така заявява, че е „се е обучавал от много признати автори на традиционната и консервативна култура – Ернст Юнгер, Езра Паунд, Луис-Фердинанд Селин, Карл Шмит“ и Юлиус Евола, когото често чете. Заради това последно изказване през 2011 г. писателят Винченцо Консоло възмутено оттегля очакваното си въведение към „Словото срещу Камората“.
В своите публикации, включително в статиите и книгата си „Гомор“, авторът използва литература и разследващи репортажи, за да разкаже за икономическата реалност на територията и бизнеса на организираната престъпност в Италия, по-специално престъпния синдикат Камора, и на организираната престъпност по-общо.
Многобройните му сътрудничества с международни и италиански вестници и списания включват италианските „Еспресо“, „Република“, „Пост“ и „Пост Интернационале“, американските „Вашингтон Поуст“, „Ню Йорк Таймс“, „Нюзуик“ и „Тайм“, испанския „Ел Паис“, немските „Цайт“ и „Шпигел“, шведския „Експресен“, британските „Гардиън“ и „Таймс“.

## Случаят „Гомор“
Савиано прави своя дебют „с разказ, имитирайки Томазо Ландолфи, и го праща на Гофредо Фофи, който го кара да разбере, че въпреки че пише много добре за възрастта си, той пише „глупости“. – „Видях от пощенския печат от къде си“, му казва той, – „Пиши за твоя край.“ Савиано дължи много на писатели като Фофи или Густав Херлинг-Груджински – писатели, които той определя като „бойци“, майстори, които използват писалката като оръжие“.
През март 2006 г. в поредицата „Сини улици“ на изд. „Мондадори“ излиза първият му роман, определен от автора като „нехудожествен роман“: „Гомор: Пътуване из икономическата империя и в мечтата за господство на Камората“. Това е пътуване в престъпния бизнес свят на неаполитанската мафия и в местата, където е родена и живее тя: Кампания, Неапол, Казал ди Принчипе, Сан Чиприано д'Аверса, провинцията на Аверса. Това са места, където авторът е израснал, и той запознава читателя с една сурова реалност в очите на онези, които не идват от такива места. Книгата говори за разкошните вили на престъпните босове, създадени, за да копират тези в Холивуд, за полетата, пълни с токсични отпадъци, изхвърляни от половин Европа, за население, което не само сътрудничи на тази организирана престъпност, но я защитава и одобрява действията ѝ. Следователно Савиано разказва за система (това е името, използвано за обозначаване на Камората), която примамва новобранци, които все още не са и подрастващи, карайки ги да повярват, че техният е единственият възможен житейски избор, за деца-босове, убедени, че единственият начин да умреш като истински мъж е да бъдеш убит, както и за криминален феномен, повлиян от медийната зрелищност, в който босовете в техните дрехи и движения се вдъхновяват от филмовите звезди.
През същата година книгата печели Награда „Виареджо“ за най-добра дебютна творба. Към август 2009 г. продава над 2,5 млн. копия в Италия и е преведена в 52 страни. Около 2 млн. копия са продадени в останалия свят. Присъства в класациите за бестселъри в Германия, Нидерландия, Белгия, Испания, Франция, Швеция, Финландия, Литва, Албания, Израел, Ливан и Австрия.
Пиесата „Гомор“ е базирана на книгата и е дело на Марио Джеларди. Тя носи на Савиано наградата „Театър Олимпичи“ за 2008 г. като най-добър автор на италианска новост.
Игралният филм „Гомор“ (режисиран от Матео Гароне) печели специалната Голяма награда на журито на Филмовия фестивал в Кан. През 2009 г. филмът печели наградата „Тонино Гуера“ за най-добър разказ на Филмовия фестивал Bif&St в Бари.
Впоследствие излиза и телевизионният сериал „Гомор – сериалът“ под надзора на самия Савиано. Негови първоначални режисьори са Стефано Солима (бивш режисьор на сериала „Криминален роман“), Франческа Коменчини и Клаудио Купелини. Сериалът от дванадесет епизода се излъчва по платения сателитен канал Скай Атлантик от 6 май 2014 г. и след това безплатно по държавния канал Rai 3 в събота късно вечер между януари и февруари 2015 г. След успеха, постигнат по сателита, е обявена продукцията на втори сезон на сериала, чиито снимки започват през април 2015 г., а Клаудио Джованези също се присъединява към режисьорското трио от първия сезон. Този втори сезон се излъчва от 10 май до 14 юни 2016 г. отново по Скай Атлантик, както и по Скай Чинема 1, и постига по-голям успех от първия сезон. Снимките за третия сезон (без участието на режисьорите Солима и Джованези) започват през октомври 2016 г. Той отново се излъчва по същите два сателитни канала от 17 ноември 2017 г. до 22 декември 2017 г. Четвъртият сезон се излъчва по същите канали от 29 март до 3 май 2019 г., с два седмични епизода. Некодиран се излъчва по TV8 от 19 октомври до 23 ноември 2020 г. Петият сезон се излъчва от сателитната платена телевизия Скай по каналите Скай Атлантик и Нау от 19 ноември до 17 декември 2021 г., с два седмични епизода.
През 2017 г., с продажба от над 10 млн. копия, книгата „Гомор“ е смятана за международен бестселър.

## Заплахи и живот под охрана
След успеха на „Гомор“ Савиано получава заплашителни писма и мълчаливи телефонни обаждания.
На 23 септември 2006 г., по време на демонстрация за законност в град Казал ди Принчипе, писателят осъжда делата на ръководителите на клана Казалези – Франческо Бидонети, Франческо Скиавоне и на двамата регенти Антонио Йовине и Микеле Дзагария, обръщайки се към тях с разгорещен тон: „Вие не сте от тази земя! Престанете да бъдете от тази земя!“, и приканвайки населението към бунт. Поради претърпените мафиотски заплахи Министърът на вътрешните работи на Италия Джулиано Амато решава да му назначи охранат от съображения за сигурност от 13 октомври 2006 г.
На 14 март 2008 г., по време на Процеса „Спартак“ срещу клана Казалези, адвокатът на босовете Франческо Бидонети чете пред председателя на Първата секция на Апелативния съд Раймондо Ромерес писмо от босовете Франческо Бидонети и Антонио Йовине (по онова време първият в затвора, а вторият беглец). То съдържа искане за отлагане на процеса поради легитимни подозрения, причинени от влиянието, което Роберто Савиано, журналистката Розария Капакионе и прокурорите Федерико Кафиеро Де Райо и Рафаеле Кантоне имат върху съдиите. След писмото МВР решава да засили мерките за сигурност на писателя, като увеличава охраната от трима на петима души. Босовете Бидонети и Йовине, и адвокатите Микеле Сантонастазо и Кармине Д'Аниело са обвинени в заплахи, утежнени от „мафиотска цел“, срещу Савиано и Капакионе. За тези обвинения, през май 2014 г., прокурорът Антонело Ардитуро, пред Третата наказателна секция на Съда на Неапол, отправя искане за присъда: 1 г. и 6 мес. затвор – максималната присъда за мафиотския бос Франческо Бидонети и за адвокатите Микеле Сантонастазо и Кармине Д'Аниело, докато за боса Антонио Йовин е поискана оправдателна присъда поради липсата на доказателства. На 24 май 2021 г. съдиите от Четвърта наказателна секция на съда в Рим осъждат боса Бидонети на 1 г. и 6. мес. затвор и адвоката Сантоназо на 1 г. и 2 мес. затвор за заплахи, утежнени от мафиотския метод, и оправдават Д'Аниело. Процесът е преместен в Рим след обявяването на териториална некомпетентност от Апелативния съд на Неапол.
На 14 октомври 2008 г. полицейски инспектор от Дирекцията за антимафиотски разследвания в Милано информира Областната дирекция за борба с мафията, че е научил от разкаялия се мафиот Кармине Скиавоне (братовчед на боса Франческо Скиавоне) за плана за убийството на Савиано и охраната му до Коледа със зрелищна атака на магистралата Рим-Неапол в стила на клането в Капачи. Въпреки това Скиавоне, разпитан от магистратите, отрича да е знаел за плана на Казалези за убийството на Савиано, но потвърждава, че Савиано е бил осъден на смърт от клана Казалези, което предизвиква незабавния отговор на писателя: „Очевидно е, че казва това; ако го разкаже, той имплицитно би трябвало да признае, че все още има връзки с организираната престъпност“.
През октомври 2008 г. Савиано решава да напусне Италия за известно време след заплахи и плановете за убийството му от клана Казалези.

## Апел на Нобеловите лауреати
На 20 октомври 2008 г. шестима Нобелови лауреати – Дарио Фо, Михаил Горбачов, Гюнтер Грас, Рита Леви-Монталчини, Орхан Памук и Дезмънд Туту се мобилизират с искане Италианската държава да положи всички усилия, за да я защити и да победи Камората, поставяйки ударението върху факта, че организираната престъпност не е проблем на полицията, който засяга само писателя, а е проблем на демокрацията, който засяга всички свободни граждани. Тези граждани, уточняват те в призива, не могат да толерират събитията, описани в книгата, да се случват в Европа през 2008 г., както не могат да толерират това цената, която трябва да платят за осъждането на тези събития, да бъде отказът от тяхната свобода и безопасност.
Призивът е подписан от други писатели като Джонатан Франзен, Хавиер Мариас, Джонатан Сафран Фоер, Джонатан Литъм, Мартин Еймис, Чък Паланюк, Нейтън Ингландър, Иън Макюън, Ханс Магнус Енценсбергер, Жузе Сарамагу, Елфриде Йелинек, Вислава Шимборска, Бети Уилямс, Лех Валенса, Пол Остър, Сири Хуствет, Питър Шнайдер, Колъм Маккан, Патрик Макграт, Катлийн Шайн, Джуно Диас, Тахар Бен Джелун, Таслима Насрийн, Каро Луелин, Ингрид Бетанкур, Адам Михник и Клаудио Магрис. И чуждите медии стартират инициативата: от испанския „Ел Паис“ до френския „Нувел Обсерватьор“, от френския „Куриер Антернасионал“ до Ал-Арабия и Си Ен Ен.
След инициативата различни радиостанции отварят микрофоните си за дебати и коментари по темата, по-специално италианската програма „Фаренхайт", излъчвана от Радио 3, организира маратон от четения на „Гомор“, в който участват лица от културата, медиите, развлекателните предавания и гражданското общество. Много италиански градове предлагат почетно гражданство на писателя и доста училища се присъединяват към призива. Културната институция „Дом на паметта и на историята“ в Рим е домакин на хорово четене на „Гомор“ в продължение на осем часа.
Освен подписите на шестимата носители на Нобелова награда гражданите успяха да се подпишат под призива на специална страница на вестник „Република“. Събраните подписи са общо над 250 000.

## Противоречия

### Съдебно производство

#### Присъда за плагиатство
През 2013 г. Савиано и изд. „Мондадори“ са осъдени на втора инстанция за плагиатство. Апелативният съд на Неапол признава, че някои части от „Гомор“ (според автора става въпрос само за 2 страници, равняващи се на 0,6% от цялата книга) са незаконно възпроизвеждане на съдържанието на две статии в местните вестници „Хроники на Неапол“ и „Кориере ди Казерта“. Така частично е променена първоинстанционната присъда, в която съдът е отхвърлил обвиненията на двата вестника и дори ги е осъдил да заплатят обезщетение за „незаконно възпроизвеждане“ на две статии на Савиано. Писателят и издателството при обжалването са осъдени солидарно да заплатят обезщетение от 60 хил. евро плюс част от съдебните разноски. Савиано подава подаде жалба до касационната инстанция срещу присъдата и Върховният съд потвърждава частично апелативната присъда и призова за преоценка на сумата за щетите, като счита 60-те хил. евро за прекомерна сума за вестникарски статии с много ограничено разпространение.
Присъдата за плагиатство по отношение на Савиано и Мондадори е потвърдена през 2016 г. от Апелативния съд на Неапол, който намалява щетите, които трябва да бъдат компенсирани от 60 хил. на 6000 евро за незаконното възпроизвеждане в „Гомор“ на две статии от вестник „Хроники на Неапол“ и за пропуснатото цитиране на източника по отношение на статия във вестник „Кориере ди Казерта“, отразена в кавички. Впоследствие Касационният съд отхвърля решението на Апелативния съд, като му нарежда да преразгледа сумата, която Савиано и изд „Мондадори“ ще трябва да компенсират Изд. „Либра“ въз основа на „незаконно получените печалби от автора на нарушението“. 

#### Присъда за клевета
На 11 август 2018 г. Савиано и изд. „Мондадори“ са осъдени от съда в Милано за клевета срещу Винченцо Боколато – предприемач, живеещ в чужбина и с чисто досие. Савиано лъжливо твърди в „Гомор“, че Боколато е част от клан на Камората, замесен в трафика на кокаин.

#### Процес за клевета
На 5 ноември 2021 г. Съдът в Рим го обвинява в клевета за това, че е дефинирал лидерката на Братя италианци, Джорджа Мелони, за „копеле“ по време на телевизионно предаване през декември 2020 г.

### Необходимост от охрана
През 2008 г. режисьорът Паскуале Скуитиери повдига съмнения относно целесъобразността на охраната на Савиано и според него той отива на Фестивала в Кан „вероятно, за да направи малко шоу“ и че „този, който наистина е набелязан, обикалят с охрана разбира се, но има абсолютната забрана да взема самолети и да посещава обществени места, защото това може да представлява опасност за него и за другите. Изявленията на Скуитиери предизвикват полемика между двамата.
През октомври 2009 г. ръководителят на Летящия отряд на Неапол Виторио Пизани също поставя под съмнение необходимостта от охрана за Савиано с аргумента, че няма доказателства за смъртни заплахи към него. Началникът на полицията Антонио Манганели отговаря, като повтаря необходимостта от охрана. И Главният прокурор на Прокуратурата за борба с мафията на Неапол Федерико Кафиеро де Рао заявява, че Савиано е изложен на висок риск и се нуждае от защита. Също така прокурорът Рафаеле Кантоне и прокурорът Франко Роберти потвърждават опасната ситуация на Савиано. Журналистът Джузепе Д'Аванцо във вестник „Република“ поисква оставката на шефа на Летящия отряд заради изявленията му. Савиано отговаря в статия в същия вестник, като осъжда опита да го изолират и да сринат обществената солидарност към него, сравнявайки своя случай с този на Пепино Импастато, Джузепе Фава и Джанкарло Сиани. Вследствие на инициативата на Пизани Савиано е трябвало да „изложи, както е било изискано, правилната причина за заплахите“. На 19 май 2014 г. Пизани обаче отрича заглавие на интервюто, публикувано с него през 2009 г. във вестник „Кориере дела Сера“ със заглавие „Савиано не трябва да има охрана“.

### Чезаре Батисти
През 2004 г. уебсайтът Кармила онлайн организира подписка за солидарност за бившия терорист от Въоръжени пролетарии за комунизъм Чезаре Батисти, в която включва над 1500 подписа на лица от политическо-културната панорама на Франция и Италия, сред които и Савиано. Писателят обаче през януари 2009 г. оттегля подписа си в знак на уважение към жертвите. Това събиране на подписи привлича вниманието на медиите, особено благодарение на интереса на седмичника „Панорама“.

### Изявления за Израел
По време на демонстрацията „За истината, за Израел“, организирана от депутата от Народа на свободата Фиама Ниренщайн и проведена в Рим на 7 октомври 2010 г., Савиано говори във видео съобщение, в което възхвалява Еврейската държава като място на свобода и цивилизация. Той говори за еврейския си произход и заявява, че Израел е „демокрация под обсада“, Тел Авив е „гостоприемен град“, „който никога не спи, пълен с живот и преди всичко толерантност – град, който повече от всеки друго, успява да приветства гей общността“, и че „бежанците от Дарфур например са добре дошли в Израел“.
Тези и други негови изявления предизвикват спорове и са обект на критики заради пренебрегване на несправедливостите, понесени от палестинското население. Активистът Виторио Аригони отговаря на изявленията чрез видео, като го кани да преразгледа мненията си и определя Шимон Перес, възхваляван от Савиано, като военнопрестъпник. Сред критиците са Виторио Аригони (Вик) и Катерина Донатини, активистка за палестинските бежанци, която в писмо, адресирано до Савиано, потвърждава, че израелско-палестинският въпрос представя конотациите на „колониален проект, който има много прилики с този на апартейда в Южна Африка“ и „който превърна една страна в сирене грюер“, добавяйки, че и някои еврейски историци като Илан Папе, Ави Шлайм и Бени Морис са документирали тази реалност.
Савиано отговаря на критиките: „В съкратеното видео никога не съм подкрепял войната, никога не съм подкрепял Войната в Газа или израелската десница, никога Нетаняху. Говорих за друг Израел, към когото трябва да се обърнем, за да постигнем мир". Позовавайки се на Аригони, писателят отговаря по следния начин: „Когато ви попитат с палестинците ли сте или с израелците, може да ви разочаровам, но винаги ще отговарям, както ме научи моят приятел Дейвид Гросман: „Аз съм за мира“.

### Хипотеза за убийството на Яра Гамбиразио
През 2013 г. Савиано е обвинен в клевета за някои пасажи от книгата си „Нула нула нула“ (2013), отнасящи се до предприемача Паскуале Клаудио Локатели, за когото се смята, че е участвал в трафика на наркотици, синовете му Масимилиано и Патрицио и компанията Лопав от Понте Сан Пиетро, която Патрицио Локатели е администрирал преди фалита ѝ. Наред с други неща Савиано докладва хипотезата за съществуването на връзки между смъртта на Яра Гамбиразио – 13-годишно момиче от Брембате ди Сопра, убито през 2011 г., организираната престъпност, Лопав и баща ѝ Фулвио Гамбиразио – геодезист на строителни обекти в района на Бергамо. Савиано по този начин изказва алтернативна хипотеза на обвинението на Прокуратурата в Бергамо, насочена срещу зидаря Масимо Джузепе Босети (обвинен през 2014 г., че е убил Яра след откриването на генетичен материал по бельото на момичето, проследен до него). Савиано твърди, че Фулвио Гамбиразио е свидетелствал в процес в Неапол срещу Паскуале Клаудио Локатели, който след това е убил Яра, за да отмъсти на сем. Гамбиразио.
Прокурорът Мария Кристина Рота разпитва мъжа, който повтаря, че никога не е свидетелствал в процес срещу Локатели. Рота по-късно вписва Савиано в регистъра на заподозрените за клевета срещу геодезиста Гамбиразио, който така или иначе не завежда дело срещу Савиано и сем. Локатели. Тя обаче архивира обвинението на 21 май 2014 г.
През 2016 г. Савиано отново се обръща към въпроса, заявявайки, че смята за несправедливо, че хипотезите му да не са били разследвани, тъй като Лопав, в периода в който Фулвио Гамбиразио работи там, е ръководена от Патрицио Локатели и работи в сградата на строителната площадка в Мапело, където молекулярните кучета са открили следи от Яра.

## Допълнителна информация

### Случаят „Палмезано“
Роберто Савиано е първият в Италия, който се заема със случая на Енцо Палмезано, журналист от вестник „Кориере ди Казерта“ (днес „Хроники на Казерта“), уволнен от името на боса на Камората Винченцо Лубрано. Случаят е съдебно установен с присъда срещу Франческо Кашела, роднина на боса, който действа като посредник между клана и тогавашния директор на вестника Джанлуиджи Гуарино, за да изгони журналиста, нежелан в Клана Лубрано.

### Телевизия
От 8 до 29 ноември 2010 г. Роберто Савиано води заедно с Фабио Фацио програмата за култура Vieni via con me по Rai 3, която се радва на значителен зрителски интерес. Разглежданите теми са подземният свят (не само Камората), имиграцията, еманципацията на жените, политиката и най-сериозните социални проблеми на Италия. Типично за програмата е четенето на „списъци“ с цел да се подчертаят със серия данни изложените проблеми. Има много специални гости, които се включват в четирите епизода на програмата.
От 14 май 2012 г. Савиано е водещ на програмата Cosa che (non) ho с Фабио Фацио, излъчвана по LA7 и предавана на живо в Ютюб. Първият епизод записва рекорда за гледяемост на LA7, което я прави третата най-гледана програма за вечерта.
През 2016 г. той е главният герой на среднометражния биографичен филм Roberto Saviano: uno scrittore sotto scorta („Роберто Савиано: писател под охрана“), в който е интервюиран и придружен от режисьора Пиф.
От 4 октомври 2017 г. Савиано води програма по канал Нове в продължение на четири седмици: Kings of Crime („Кралете на престъпността“), която говори за главните босове на италианската и международната организирана престъпност. През 2018 г. води втория сезон на програмата.
От 12 февруари до 5 март 2022 г. води по Rai 3 Insider - Faccia a faccia con il crimine („Insider – лице в лице с престъпността“).

## Културно влияние
- Британската група Масив Атак прави песента Herculaneum, вдъхновена от историята на Роберто Савиано и книгата му „Гомор“. Песента става саундтрак на филма „Гомор“.
- Неаполитанският рапър Лукариело пише песента Cappotto di legno по музика на Ецио Босо, която описва историята на убиец, който се готви да убие самия Савиано.[99]
- Торинската група Субсоника посвещава на писателя песента Piombo („Олово“), съдържаща се в албума ѝ L'eclissi.
- В песента на неаполитанската рок група 'A 67 TammorrAntiCamorra Роберто Савиано чете фрагмент от книгата си, посветена на смъртта на Дон Джузепе Диана – свещеник, убит от Камората през март 1994 г.
- Френският рапър SCH се вдъхновява от филма „Гомор“ за своята песен Gomorra, към която заснема и видеоклип. Снимките се провеждат между Марсилия и неаполитанския квартал „Скампия“.[100]
- Албумът Phenomenon на италианския рапър Фабри Фибра съдържа скит с вокалното присъствие на Савиано, в който той държи монолог в полза на легализирането на канабиса.

## Награди и признания
- декември 2008 – 23 декември 2020: почетен гражданин на Верона, прекратено поради критиките му към Джоржа Мелони и Матео Салвини (сметнато за клевета от Салвини, който съди Савиано), заедно с изказванията му в подкрепа на либерализацията на кокаина и леките наркотици, пропуска да благодари на Община Верона за предоставянето на признание и заради това, че никога не е изразил воля да го оттегли, похвалите си към Карола Ракете (немска природозащитничка, активистка и капитан на кораб, става международно известна, когато, командвайки спасителния кораб Sea-Watch 3, през юни 2019 г. решава да наложи затварянето на пристанището на Лампедуза и е арестувана по обвинения в съпротива на военен кораб и опит за корабокрушение. На борда му има 42 мигранти) и за това, че подкрепя Мимо Лукано (италиански политик и активист, три пъти кмет на Риаче, става известен с подхода си към управлението на политическите бежанци и имигрантите като цяло в контекста на европейската мигрантска криза. Около 450 бежанци и имигранти се заселват в малкото йонийско село заедно с неговите 1800 жители).
- 2009: Награда „Братя Шол“ за Il contrario della morte[101]
- 2009: Златен дубъл (Ciak d'oro) за най-добър сценарий за „Гомор“[102]
- 2009: Давид на Донатело за най-добър сценарий за „Гомор“
- 22 юни 2011: Почетна диплома по право от Генуезкия университет
- 2011: Награда за смелост на най-добър международен писател[103]
- 18 януари 2012: почетен гражданин на Милано
- 7 юни 2013: почетен гражданин на Флоренция
- 2016: Фестивал на ноар: Награда „Реймънд Чандлър“[104]
- 2019: Сребърна мечка на Международния филмов фестивал в Берлин за La paranza dei bambini
- Международният астрономически съюз наименува астероида 278447 Савиано в негова чест за заслугите му като писател.[105]

## Произведения

### Самостоятелни романи
- Gomorra. Viaggio nell'impero economico e nel sogno di dominio della camorra (2006) – награда „Виареджо“[1][2][3]
Гомор: лице в лице с Камората, ИК „ЕРА“, София (2007), ISBN 9789549395938
Гомор: лице в лице с Камората. Допълнено издание с нов превод, ИК „ЕРА“, София (2021), прев. Тонина Манфреди, ISBN 9789543896271
- ZeroZeroZero (2013)
Нула Нула Нула, ИК „ЕРА“, София (2014), прев. Таня Кольовска, ISBN 9789543892877
Нула Нула Нула. Ново издание, ИК „ЕРА“, София (2025), прев. , ISBN 9789543898312
- Solo è il coraggio (2022)
Куражът винаги е сам, ИК „ЕРА“, София (2022), прев. Тонина Манфреди, ISBN 9789543897117
- Cuore puro (2022)
- Solo è il coraggio. Giovanni Falcone, il romanzo (2022)
- Noi due ci apparteniamo (2024)
Ние си принадлежим, ИК „ЕРА“, София (2024), прев. Тонина Манфреди, ISBN 9789543898121
- L'amore mio non muore (2025)

### Поредица „Парадът на децата“ (La paranza dei bambini)
1. La paranza dei bambini (2016)[1][2]
Пираните от Неапол, изд. „Сиела“, София (2021), прев. Таня Кольовска, ISBN 9789542834427
2. Bacio feroce (2017)

### Разкази
- Il contrario della morte (2007) – награда „Шол“ за гражданска смелост[2]
- Super Santos (2012)

### Сборници
- Outsiders (2013) – с Пиеро Колаприко, Карло Лукарели, Валерия Парела, Симона Винчи и Ву Минг[1]

### Документалистика
- La bellezza e l'inferno. Scritti 2004 – 2009 (2009)[2]
Красотата и адът, ИК „ЕРА“, София (2010), прев. Таня Кольовска, ISBN 9789543890804
- La parola contro la camorra (2010)
- Vieni via con me (2011)
- In mare non esistono taxi (2019)
- Gridalo (2020)
- NarcoIslam. Pratiche mafiose del fondamentalismo islamico (2023)

### Графични романи
- Sono ancora vivo (2021), с Асаф Ханука

#### СерияLe storie della Paranza
с Тито Фарачи, илюстрации на Рикардо Ла Бела
- I teschi dei ladri (2021)
- Cosplayer (2022)
- Ultima corsa (2022)
- La memoria delle ossa (2022)

### Аудиокниги
- Se questo è un uomo на Примо Леви, прочетена от Роберто Савиано (2013)
- Maxi: Il processo che ha sconfitto la mafia (2022)

### Редактор
- Анатол Франс, La rivolta degli angeli (2009)

## Филмография

### Екранизации
- 2008 Гомор, Gomorra[3]
- 2011 Tatanka
- 2014 – 2016 Gomorra: La serie – тв сериал, 20 епизода, с Кристиана Дел'Ана и Салваторе Еспозито
- 2019 L'immortale – с Джузепе Айело и Марко Д'Аморе
- 2019 La paranza dei bambini – с Франческо ди Наполи и Паскуале Марота
- 2019 – 2020 ZeroZeroZero – тв сериал, 8 епизода, с Андрея Райзбъро[106]
- 2021 Dangerous Old People – тв минисериал

### Кино

#### Режисьор
- Sono ancora vivo

#### Тема
- Gomorra (2008), реж. Матео Гароне
- Tatanka (2011), реж. Джузепе Галиарди
- La paranza dei bambini (2019), реж. Клаудио Джованези
- L'immortale (2019), реж. Марко Д'Аморе
- Sono ancora vivo

#### Създател
- Gomorra (2008), реж. Матео Гароне
- La paranza dei bambini (2019), реж. Клаудио Джованези

#### Сценарист
- Gomorra (2008), реж. Матео Гароне
- La paranza dei bambini (2019), реж. Клаудио Джованези
- Sono ancora vivo

### Телевизия

#### Тема
- Gomorra - La serie (от 2014), реж. Стефано Солима, Франческа Коменчини, Клаудио Капелини, Клаудио Джованези и Марко Д'Аморе
- ZeroZeroZero (от 2020), реж. Стефано Солима, Янус Мец и Пабло Траперо

#### Създател
- Gomorra - La serie (от 2014), реж. Стефано Солима, Франческа Коменчини, Клаудио Капелини, Клаудио Джованези и Марко Д'Аморе

#### Сценарист
- Gomorra - La serie (от 2014), реж. Стефано Солима, Франческа Коменчини, Клаудио Капелини, Клаудио Джованези и Марко Д'Аморе